# Grammisgalan 2018
Grammisgalan 2018 hölls 8 februari 2018 på Grand Hôtel i Stockholm. Under galan utsågs 2017 års bästa musikaliska insatser i 21 olika kategorier.

## Priser
Kategorierna detta år är:

### Årets album
Vinnare blev Zara Larsson – So Good
Övriga nominerade var:
- Fever Ray – Plunge
- Mwuana – Thriller
- Säkert! – Däggdjur
- Tove Lo – Blue Lips (Lady Wood Phase II)

### Årets alternativa pop
Vinnare blev Säkert! – Däggdjur
Övriga nominerade var
- Henrik Berggren – Wolf´s Heart
- Jens Lekman – Life Will See You Now
- Loney Dear – Loney Dear
- Vaz – Necessary Pt.I & Pt.II

### Årets artist
Vinnare blev Zara Larsson
Övriga nominerade var
- Henrik Berggren – Wolf´s Heart
- Linnea Henriksson – Linnea Henriksson
- Stor – Under broarna
- Tove Lo – Blue Lips (Lady Wood Phase II)

### Årets barnalbum
Vinnare blev Hasse Andersson – Hasses trädgård
Övriga nominerade var
- Diverse artister – Blipp blopp för barn
- Emma & KJ – Huset
- Per Egland & Sexårskören – Rädslorna på Scenvägen 2
- Trolska skogen – Kan innehålla spår av musik

### Årets dansband
Vinnare blev Expanders – Play That Rock’n’Roll
Övriga nominerade var
- Casanovas – Ut i livet
- Donnez – Akta dig för svärmor
- Lasse Stefanz – Wind Me Up
- Nya Vikingarna – Kramgoa låtar 30

### Årets elektro/dans
Vinnare blev Axwell /\ Ingrosso – More Than You Know/I Love You
Övriga nominerade var
- Avicii – Avīci (01)
- Baba Stiltz – Is Everything
- Galantis – The Aviary
- Icona Pop – Girls Girls/Det måste gå/They’re Building Walls

### Årets folkmusik/singer-songwriter
Vinnare blev Lisa Ekdahl – När alla vägar leder hem
Övriga nominerade var
- Ane Brun – Leave Me Breathless
- Anna Ternheim – All the Way to Rio
- Sven-Bertil Taube – Så länge skutan kan gå
- Ted Gärdestad – Signerat Peter Nordahl

### Årets hiphop
Vinnare blev Yung Lean – Stranger
Övriga nominerade var
- Jireel – Jettad/Tagga/Man of the Year
- Lorentz – Lycka till
- Mwuana – Thriller
- Stor – Under broarna

### Årets hårdrock/metal
Vinnare blev Europe – Walk the Earth
Övriga nominerade var
- Arch Enemy – Will to Power
- H.E.A.T – Into the Great Unknown
- The Night Flight Orchestra – Amber Galactic
- Vampire – With Primeval Force

### Årets jazz
Vinnare blev Goran Kajfes Subtropic Arkestra – The Reason Why vol.3
Övriga nominerade var
- Asjo (Ann-Sofi Söderqvist Jazz Orchestra) – Move: Live at Fasching & Bangen
- Daniel Karlsson Trio – Ding Dong
- Jari Haapalainen Trio – Fusion Madness
- Lina Nyberg – Terrestrial

### Årets klassiska
Vinnare blev The Dahlkvist Quartet – Andrea Tarrodi: String Quartets
Övriga nominerade var
- Camilla Tilling/Musica Saeculorum/Philipp von Steinaecker – Camilla Tilling – Gluck and Mozart Arias
- Ernst Simon Glaser, Gbg symf., Zilliacus Persson Raitinen – Flaminis Aura: Works by Tommie Haglund
- Mats Bergström – Bach: Sei solo
- Norrköpings symfoniorkester/Christian Lindberg – Allan Pettersson – Symphony no.14

### Årets kompositör
Vinnare blev Noonie Bao – Samlad produktion
Övriga nominerade var
- Annika Norlin/Henrik Oja/Emil Svanängen/Oskar Schönning – Däggdjur
- Emil Svanängen – Loney Dear
- Max Martin – Samlad produktion
- Vargas & Lagola (Vincent Pontare/Salem Al Fakir) – Samlad produktion

### Årets låt
Vinnare blev Zara Larsson – Only You
Övriga nominerade var
- Avicii (feat Sandro Cavazza) – Without You
- Kaliffa – Helt seriöst
- Lamix (feat Mwuana/Jireel/Elias Abbas/Blizzy) – Hey Baby (remix)
- Miriam Bryant (feat Neiked) – Rocket
- Tjuvjakt – Tårarna i halsen

### Årets musikvideo
Vinnare blev Filip Nilsson – Olsson – U
Övriga nominerade var
- Cissi Efraimsson – Les Big Byrd – Two Man Gang
- Mouthe – Mouthe – Let the Boy Live
- Nicolina Knapp – Mwuana – Switch
- Trans94 – Erik Lundin – Haffla

### Årets nykomling
Vinnare blev Jireel – Jettad/Tagga/Man of the Year
Övriga nominerade var
- Hov1 – Hov1
- Janice – Answer/Love You Like I Should/I Got You
- Mabel – Ivy to Roses (Mixtape)
- Sarah Klang – Lover/Left Me on Fire/Strangers

### Årets pop
Vinnare blev Tove Lo – Blue Lips (Lady Wood Phase II)
Övriga nominerade var
- Linnea Henriksson – Linnea Henriksson
- Miss Li – A Woman’s Guide to Survival
- Oskar Linnros – Väntar på en ängel
- Zara Larsson – So Good

### Årets producent
Vinnare blev Karin Dreijer/Paula Temple/Nídia/Deena/Abdelwahed/Tami T/Peder Mannerfelt/Johannes Berglund - Plunge
Övriga nominerade var
- Charlie Bernardo
- Jenny Vaz & Cecilia Vaz
- Max Martin
- Tove Lo/Ali Payami/Jakob Jerlström/Ludvig Söderberg

### Årets rock
Vinnare blev Thåström – Centralmassivet
Övriga nominerade var
- Avantgardet – På Östkusten intet nytt
- INVSN – The Beautiful Stories
- Johnossi – Blood Jungle
- Solen – Känslor säljer/Miljonär

### Årets textförfattare
Vinnare blev Tove Lo – Blue Lips (Lady Wood Phase II)
Övriga nominerade var
- Annika Norlin – Däggdjur
- Henrik Berggren – Wolf´s Heart
- Robin ”Mwuana” Nyström – Thriller
- Ulises Infante Azocar – Under broarna

### Årets hederspris
Kenneth Gärdestad

### Årets specialpris
Görel Hanser

### Årets hållbara artist
Malena Ernman